# Gediminas Čepulis
Gediminas Čepulis (* 8. August 1963 in Joniškis) ist ein litauischer Politiker.

## Leben
Nach dem Abitur an der 3. Mittelschule absolvierte er 1987 das Diplomstudium des Bauingenieurwesens am Vilniaus inžinerinis statybos institutas. Von 1995 bis 1997 war er stellvertretender Bürgermeister und ab 2011  Bürgermeister der Rajongemeinde Joniškis. Von 2010 bis 2011 war er Administrationsdirektor der Gemeinde.
Ab 1994 war er Mitglied der Lietuvos krikščionių demokratų partija, der Lietuvos krikščionys demokratai, ab 2006 der Lietuvos liberalų sąjūdis.
Er ist verheiratet. Mit Frau Reda hat er die Tochter Justina und den Sohn Tautvydas. 

## Quelle
- 2008 m. Lietuvos Respublikos Seimo rinkimai - Lietuvos centro partija - Iškelti kandidatai

| Personendaten    | Personendaten         |
| ---------------- | --------------------- |
| NAME             | Čepulis, Gediminas    |
| KURZBESCHREIBUNG | litauischer Politiker |
| GEBURTSDATUM     | 8. August 1963        |
| GEBURTSORT       | Joniškis              |